# جيمس موراي (كوميدي)
جيمس ستيفن «المر» موراي (بالإنجليزية: James Murray)؛ (مواليد 1 مايو 1976) هو ممثل كوميدي ارتجالي أمريكي، وممثل، ومؤلف، ومنتج من مدينة نيويورك بجزيرة ستاتن.

## حياته
وُلد موراي في جزيرة ستاتن في مدينة نيويورك وهو من أصل إيرلندي وإيطالي. التحق بمدرسة مونسنيور فاريل الثانوية في تلك البلدة، حيث التقى بشركائه الكوميديين المستقبليين جو جاتو وبريان كوين وسال فولكانو هناك في السنة الأولى، وتخرج عام 1994. ثم تخرج لاحقًا من جامعة جورجتاون بواشنطن العاصمة.

## روابط خارجية
- جيمس موراي على موقع IMDb (الإنجليزية)
- جيمس موراي على موقع ميتاكريتيك (الإنجليزية)
- جيمس موراي على موقع ميوزك برينز (الإنجليزية)
- جيمس موراي على موقع قاعدة بيانات الفيلم (الإنجليزية)
- جيمس موراي على موقع كينوبويسك (الروسية)